# 市长府邸 (希农)

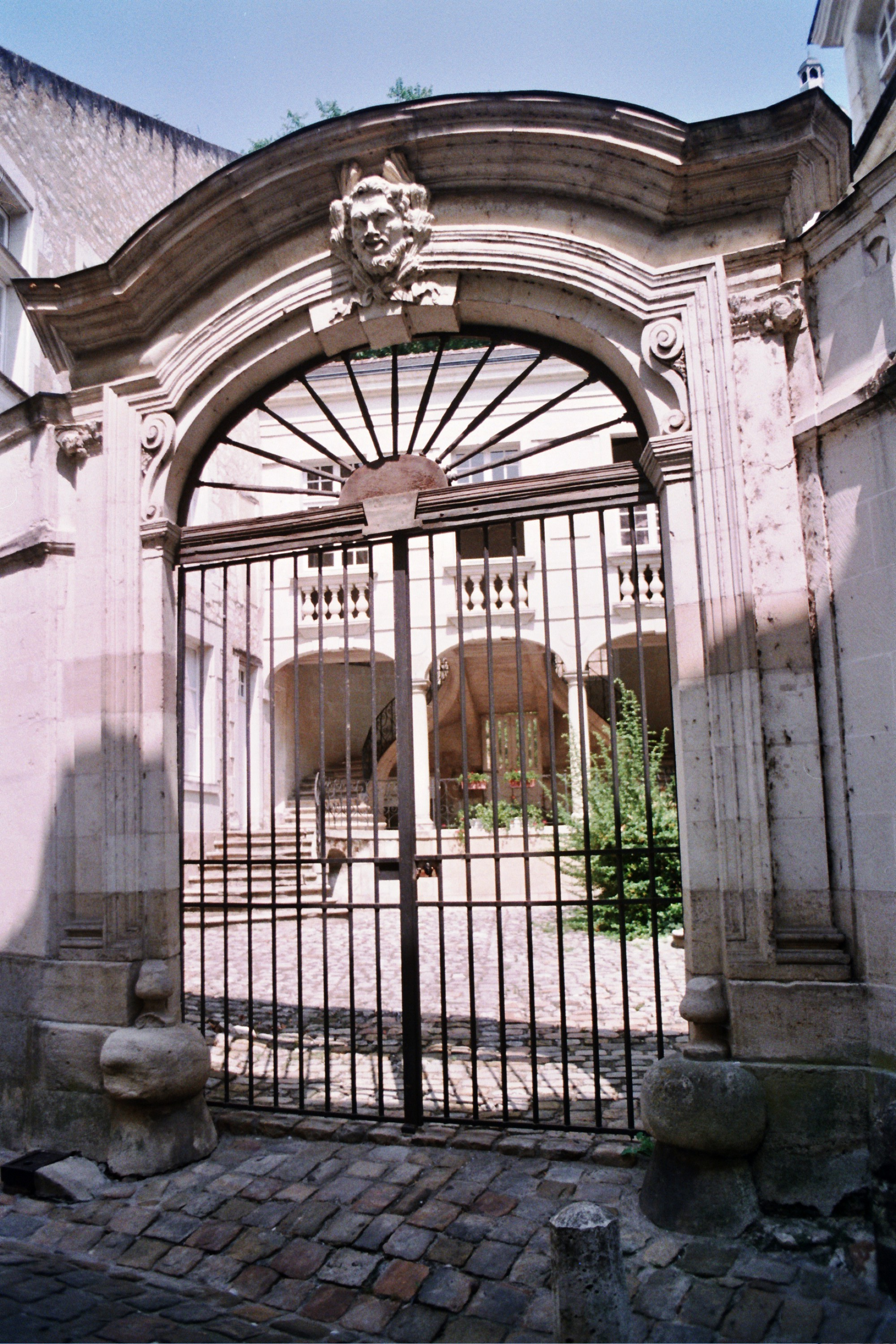

市长府邸（Hôtel des Gouverneurs）是一座法式府邸，位于法国中央-卢瓦尔河谷大区安德尔-卢瓦尔省希农的伏尔泰街（rue Voltaire）48号,建于15-17世纪。1963年7月12日列为法国历史遗迹。

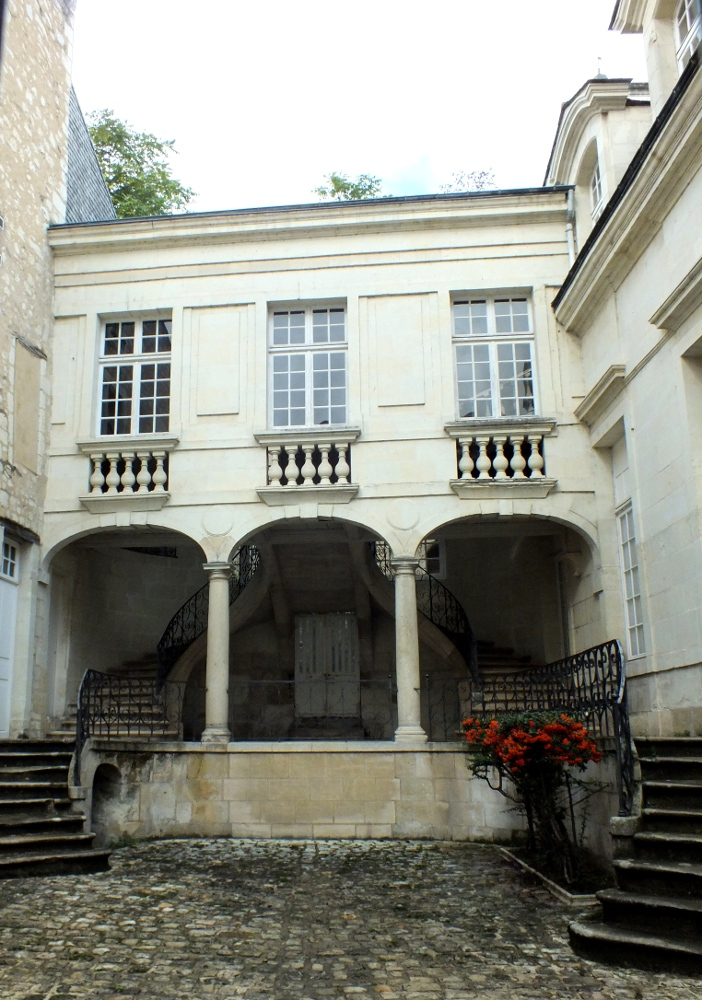